# 2008년 말레이시아 총선거
2008년 말레이시아 총선은 2008년 3월 8일에 열린 말레이시아의 총선이었다.
2008년 2월 13일 압둘라 아맛 바다위 총리의 조언으로 미잔 자이날 아비딘 국왕이 말레이시아 의회를 해산하였고, 2월 24일 후보를 발표하였다. 이후 3월 8일 총선거가 열렸다. 지난 선거 때처럼 통일말레이국민조직(UMNO)의 압둘라 아마드 바다위가 인민동맹(Pakatan Rakyat)의 완 아지자흐 완 이스마일을 누르고 3선에 성공했지만, UMNO는 많은 의석을 잃었고, 이 책임으로 이듬해 바다위가 물러나는 도화선이 되었다.